# The Bryant
The Bryant es un edificio residencial en 16 West 40th Street, al sur de Bryant Park, en Midtown Manhattan, Nueva York (Estados Unidos). Fue desarrollado por HFZ Capital Group y diseñado por la firma del arquitecto David Chipperfield . El edificio se completó en 2016, y la construcción finalizó en 2018.

## Historia
La ciudad aprobó por primera vez los planes para el edificio en 2007. HFZ anunció el papel de Chipperfield como arquitecto en 2015, en el mismo comunicado de prensa que reveló el nombre del desarrollo. El anuncio también reveló que el edificio tendría tanto condominios como un hotel de lujo. El sitio anteriormente tenía un estacionamiento y constituía la última parcela sin desarrollar en Bryant Park .
Los desarrolladores del cercano Bryant Park Hotel demandaron a HFZ por el uso del nombre "The Bryant".

## Arquitectura
HFZ solicitó planos de estudios de arquitectura, incluidos Morris Adjmi y Spivak Architects, antes de decidirse por Chipperfield. La fachada está hecha de hormigón pulido prefabricado, una elección que hizo Chipperfield para que la estructura se distinguiera estéticamente de las nuevas construcciones que emplean vidrio como fachada. The New York Times se refirió a la fachada como "[...] un toque que promete hacer que el edificio se destaque". El material prefabricado presenta virutas de mármol y arenisca en varios colores. Los colores de los materiales insertados hacen referencia a los edificios cercanos. La firma de Chipperfield también diseñó el interior, que cuenta con pisos en espiga. La fachada se extiende hacia las residencias del edificio.
Aunque The Bryant es la primera comisión desde cero de Chipperfield en Nueva York, anteriormente diseñó el interior del Bryant Park Hotel, dentro del American Radiator Building, que colinda con The Bryant.